# Čatež (Trebnje)
Čatež is een plaats in Slovenië en maakt deel uit van de gemeente Trebnje in de NUTS-3-regio Jugovzhodna Slovenija. De plaats telde 101 inwoners op 1 januari 2020.

## Sport
Čatež was driemaal op rij (2001, 2002 en 2003) startplaats van de Ronde van Slovenië, een meerdaagse wielerkoers door de voormalige Joegoslavische deelrepubliek.